# Cryptotis medellinia
La musaraña de orejas pequeñas de Medellín (Cryptotis medellinia) es una especie de mamífero en la familia Soricidae. Es endémica de Colombia

## Distribución y hábitat
Es endémica del departamento de Antioquia y el Eje cafetero donde se conoce desde las partes norteñas de la cordillera occidental y cordillera central en elevaciones de 2500 a 2800. Deriva su nombre común y científico a la ciudad de Medellín donde también se distribuye.